# Райнолд VI фон Урзлинген
Райнолд VI фон Урзлинген (на немски: Reinold von Urlsingen/Urslingen; * ок. 1364; † пр. 11 ноември 1442) от старата швабска фамилия фон Урзлинген, е херцог на Урзлинген в Баден-Вюртемберг и рицар.

## Живот
Той е син на херцог Конрад VII фон Урзлинген († сл. 1372) и съпругата му Верена фон Кренкинген, дъщеря на Луитолд II фон Кренкинген († 13 април 1360), майор на Цюрих, и Аделхайд фон Юзенберг († 1353). Внук е на херцог Райнолд фон Урзлинген († сл. 1365) и принцеса Беатрикс фон Тек († сл. 1371), дъщеря на херцог Херман II фон Тек († 1319). Брат е на Анна фон Урзлинген († сл. 1424), омъжена за Конрад I фон Геролдсек, господар на Злуц († 1417), и на друга сестра, омъжена за херцог Фридрих IV фон Тек († 1411).
Райнолд VI наследява баща си в Швабия. От нужда за пари той продава замък Шилтах през 1381 г. за 6 000 златни гулдена на граф Еберхард II фон Вюртемберг. В картина от ок. 1417 г. той е като член на съвета на граф Еберхард III фон Вюртемберг.
Понеже фамилията на майка му е притежавала замък и град Тинген, херцог Райнолд заявява претенции за тях. На 1 август 1415 г. той обсажда града с наемна войска от 2 000 мъже и нахлува в града, но гражданите го изгонват.
Райнолд VI фон Урлзинген умира пр. 11 ноември 1442 г. и е погребан във Вайтердинген (част от Хилцинген) в Баден-Вюртемберг.

## Фамилия
Райнолд VI фон Урзлинген се жени пр. 31 август 1400 г. за Анна фон Юзенберг († 24 август 1437), дъщеря на Хесо V фон Юзенберг († 1379) и втората му съпруга Агнес фон Хоенгеролдсек († сл. 1404), дъщеря на Хайнрих III фон Геролдсек-Тюбинген († 1376/1378) и Катарина фон Хорбург († 1336). Те имат вер. две деца:
- Хайнрих V фон Урзлинген (споменат 1410 – 1430)
- Гута фон Урзлинген (* ок. 1429; † сл. 1449), омъжена 1448 г. за фон Бондорф, син на Херман фон Бондорф и на Урсел Майерин фон Тросинген.